# Carcinoma epidermoide pulmonar

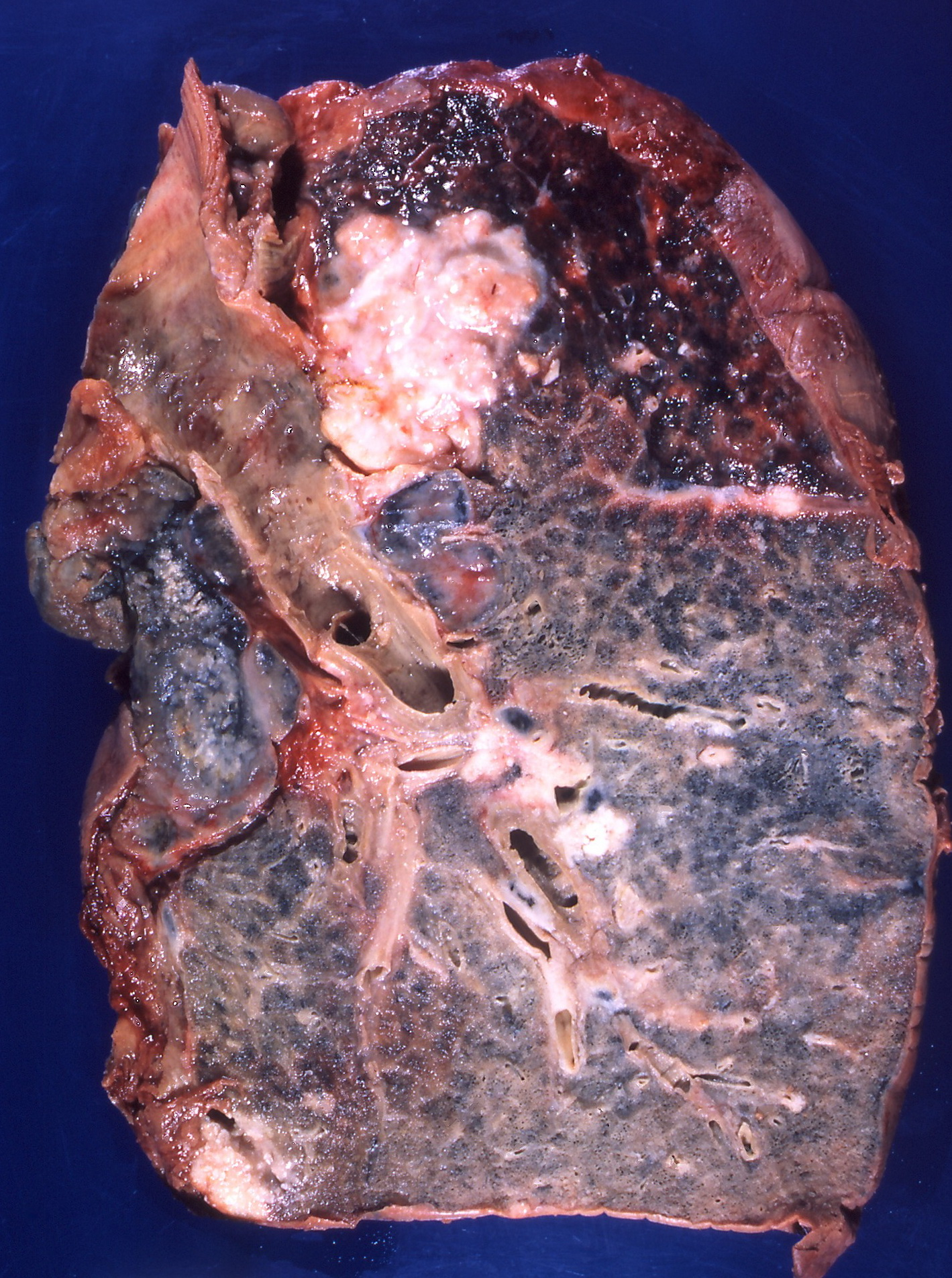
Carcinoma de células escamosas. El tumor afecta al bronquio (probable lugar de origen) y se extiende profundamente en el parénquima pulmonar. Hay nódulos tumorales en la parte inferior del pulmón. La pleura está focalmente afectada.

El carcinoma epidermoide pulmonar es un tipo de Carcinoma pulmonar no microcítico, uno de los dos grandes grupos en los que se clasifica el cáncer de pulmón.
Es una neoplasia maligna, son centrales, masa hiliar o perihiliar, está relacionado con el tabaquismo, el epitelio cilíndrico de los bronquios pierde sus cilios se transforma en escamoso, atípico, y es aquí donde se origina el carcinoma epidermoide), microscópicamente van a ser células escamosas con diferente grado de diferenciación, las más diferenciadas van a producir queratina y perlas corneas.

## Frecuencia
Era el más frecuente de todos los tipos pero desde hace 25 años superado por el Adenocarcinoma entre todos los grupos histológicos de cáncer de pulmón (32 % del total). Es el tipo histológico más relacionado con el consumo del tabaco y por eso ocurre sobre todo en pacientes fumadores y afecta a hombres.

## Localización, histopatología y origen
Se localiza principalmente en el hilio (central 75%), raramente periférico (25%). Histopatológicamente, está constituido por células que tienen queratina e incluso puentes intercelulares y escamas. Es bastante diferenciado y cabe la posibilidad de que formen globos córneos. Existen formas menos diferenciadas que son difíciles de diferenciar del tipo de células grandes indiferenciado. A veces se encuentra metaplasia escamosa, displasia epitelial y focos de franco carcinoma in situ en el epitelio bronquial adyacente a la masa tumoral. Tiene su origen en las células basales del epitelio bronquial.

## Anatomía patológica
Se caracteriza por la queratinización y/o puentes intercelulares, la queratinización puede adoptar la forma de perlas escamosas o células indiviudales con citoplasma denso eosinofilo. Estas características son prominentes en tumores bien diferenciados, resultan fáciles de ver pero no extensas en los tumores con diferenciación moderada, y tienen carácter focal en los tumores poco diferenciados. Se puede ver metaplasia escamosa, displasia epitelial y focos de carcinoma in situ franco en el epitelio bronquial adyacente a la masa tumoral.

## Evolución y pronóstico
El epidermoide periférico suele cavitarse en el 30% de los casos. Se debe a que ocasionalmente presenta tendencia a la necrosis central, apareciendo en los estudios radiológicos como una masa cavitada con nivel hidroaéreo en su interior, asemejando un absceso de pulmón. Es el que con más frecuencia se abscesifica. Disemina sobre todo por vía linfática (suele tener afectación de ganglios hiliares en el momento del diagnóstico) y es el que con menor frecuencia produce metástasis a distancia y por lo tanto es el de mejor pronóstico relativamente comparado con los otros tipos histológicos de cáncer de pulmón. En su pronóstico, duplica su tamaño de forma lenta y produce metástasis a distancia algo más tarde que otros tipos. Es el tipo histológico con mejor respuesta al tratamiento quirúrgico, obteniéndose cifras de supervivencia tras resección próximas al 85% a los cinco años.